# Liste der denkmalgeschützten Objekte in Ramingstein
Die Liste der denkmalgeschützten Objekte in Ramingstein enthält die 14 denkmalgeschützten, unbeweglichen Objekte der Gemeinde Ramingstein im Salzburger Bezirk Tamsweg.

## Denkmäler
| Foto |                 | Denkmal | Standort                                             | Beschreibung | Metadaten |
| ---- | --------------- | --- | ---------------------------------------------------- | --- | --- |
| ja   | Datei hochladen | Burg Finstergrün HERIS-ID: 27856 Objekt-ID: 24400                                                          | Burgstraße 65 Standort KG: Ramingstein               | Die Burg wurde in zwei Bauphasen errichtet und wird heutzutage als Kinder- sowie Jugendfreizeitheim und gleichzeitig als Jugendherberge genutzt. | BDA-Hist.: Q1011717 Status: § 2a Stand der BDA-Liste: 2025-06-30 Name: Burg Finstergrün GstNr.: 321 Burg Finstergrün                                                                                       |
| ja   | Datei hochladen | Oberschmelzkeusche HERIS-ID: 27859 Objekt-ID: 24403                                                        | Karneralmstraße 26 Standort KG: Ramingstein          | Das Kleinbauernhaus weist ein teilweise gemauertes Erdgeschoß, ein Obergeschoß in Blockbau sowie ein Schindeldach mit kleinem Schopfwalm auf. | BDA-Hist.: Q37913978 Status: Bescheid Stand der BDA-Liste: 2025-06-30 Name: Oberschmelzkeusche GstNr.: 231 Oberschmelzkeusche Ramingstein                                                                  |
| ja   | Datei hochladen | Pfarrhof HERIS-ID: 27864 Objekt-ID: 24408                                                                  | Kirchtratten 66 Standort KG: Ramingstein             | Der zweigeschoßige Pfarrhof westlich der Kirche wurde 1710 errichtet, erfuhr im Jahr 1971 aber einen weitgehenden Umbau. | BDA-Hist.: Q37914028 Status: § 2a Stand der BDA-Liste: 2025-06-30 Name: Pfarrhof GstNr.: .135/2 |
| ja   | Datei hochladen | Bauernhaus, Platzerkeusche HERIS-ID: 27847 Objekt-ID: 24391                                                | Raffelplatz 78 Standort KG: Ramingstein              | Neben dem Blockbau des Wohnhauses steht ein zweigeschoßiger gemauerter Kornkasten mit neuen Wandmalereien an der Straßenseite. | BDA-Hist.: Q37913883 Status: Bescheid Stand der BDA-Liste: 2025-06-30 Name: Bauernhaus, Platzerkeusche GstNr.: .163 Platzerkeusche und Kornkasten Kendlbruck                                               |
| ja   | Datei hochladen | Bauernhaus, Raffelhube HERIS-ID: 27862 Objekt-ID: 24406                                                    | Raffelplatz 80 Standort KG: Ramingstein              | Auch bei diesem breitgelagerten Bauernhaus befindet sich über dem gemauerten Erdgeschoß ein Obergeschoß mit Balkon in Blockbau. | BDA-Hist.: Q37914011 Status: Bescheid Stand der BDA-Liste: 2025-06-30 Name: Bauernhaus, Raffelhube GstNr.: .168                                                                                            |
| ja   | Datei hochladen | Getreidekasten Pichlerkasten HERIS-ID: 27870 Objekt-ID: 24414 marterl.at: 19490                            | Ramingstein 14 Standort KG: Ramingstein              | Auf dem Getreidekasten mit Eckquaderung sind zwei Fassadenbilder aus der 2. Hälfte des 18. Jahrhunderts zu sehen. | BDA-Hist.: Q37914091 Status: Bescheid Stand der BDA-Liste: 2025-06-30 Name: Getreidekasten Pichlerkasten GstNr.: 190/1                                                                                     |
| ja   | Datei hochladen | Volksschule HERIS-ID: 27861 Objekt-ID: 24405                                                               | Ramingstein 171 Standort KG: Ramingstein             | Die Volksschule wurde 1912 nach einem Plan von Paul Geppert dem Älteren erbaut. | BDA-Hist.: Q37913994 Status: § 2a Stand der BDA-Liste: 2025-06-30 Name: Volksschule GstNr.: 277/4 |
| ja   | Datei hochladen | Schloss Wintergrün HERIS-ID: 27845 Objekt-ID: 24389                                                        | Schloßgasse 58 Standort KG: Ramingstein              | Das dreigeschoßige Schloss mit Walmdach und einer Kapelle stand anfangs in der Nutzung eines Bergwerkbetriebes und dient heute der Schwarzenberg’schen Forstverwaltung. | BDA-Hist.: Q15844532 Status: Bescheid Stand der BDA-Liste: 2025-06-30 Name: Schloss Wintergrün GstNr.: .122 Schloss Wintergrün                                                                             |
| ja   | Datei hochladen | Gasthaus Durigon HERIS-ID: 27857 Objekt-ID: 24401                                                          | Waagplatz 18 Standort KG: Ramingstein                | Der dreigeschoßige Bau mit abgefastem Rundbogenportal stammt im Kern aus dem Spätmittelalter. | BDA-Hist.: Q37913958 Status: Bescheid Stand der BDA-Liste: 2025-06-30 Name: Gasthaus Durigon GstNr.: .34                                                                                                   |
| ja   | Datei hochladen | Kath. Pfarrkirche hl. Achatius HERIS-ID: 27848 Objekt-ID: 24392                                            | Standort KG: Ramingstein                             | Die Pfarrkirche steht südlich oberhalb des Ortes auf dem Kirchberg. Nach Bränden des Vorgängerbaus wurde sie von 1890 bis 1894 in neugotischem Stil neu erbaut. Der Turm mit Spitzhelm ist der nördlichen Chorwand vorgestellt. Auch die drei Altäre und die Kanzel im Inneren sind neugotisch und stammen vom Ende des 19. Jahrhunderts. | BDA-Hist.: Q37913903 Status: § 2a Stand der BDA-Liste: 2025-06-30 Name: Kath. Pfarrkirche hl. Achatius GstNr.: .138 Pfarrkirche hl. Achatius, Ramingstein                                                  |
| ja   | Datei hochladen | Figurenbildstock hl. Johannes Nepomuk HERIS-ID: 27869 Objekt-ID: 24413 marterl.at: 19523                   | Standort KG: Ramingstein                             | Der Bildstock an der östlichen Ortseinfahrt von Ramingstein enthält eine barocke Statue des heiligen Johannes Nepomuk. | BDA-Hist.: Q37914076 Status: § 2a Stand der BDA-Liste: 2025-06-30 Name: Figurenbildstock hl. Johannes Nepomuk GstNr.: .142                                                                                 |
| ja   | Datei hochladen | Friedhofskapelle, Seelenkapelle HERIS-ID: 27873 Objekt-ID: 24417                                           | Standort KG: Ramingstein                             | Die schlichte Kapelle mit Satteldach steht in der Südostecke des Kirchbereichs. Ihr zweijochiger Innenraum wurde um 1893 ausgemalt. | BDA-Hist.: Q37914125 Status: § 2a Stand der BDA-Liste: 2025-06-30 Name: Friedhofskapelle, Seelenkapelle GstNr.: .349 Cemetery chapel Ramingstein                                                           |
| ja   | Datei hochladen | Kath. Filialkirche Maria Hollenstein, Unsere Liebe Frau Maria Heimsuchung HERIS-ID: 27878 Objekt-ID: 24423 | Mühlbach 90, nördlich Standort KG: Ramingstein       | Die kleine Wallfahrtskirche im Mühlbachgraben ist im Kern barock und wurde 1953 erweitert. Der Altar stand einst in der Kirche von Weißpriach und ist mit 1742 bezeichnet. | BDA-Hist.: Q37914145 Status: § 2a Stand der BDA-Liste: 2025-06-30 Name: Kath. Filialkirche Maria Hollenstein, Unsere Liebe Frau Maria Heimsuchung GstNr.: .224 Filialkirche Maria Hollenstein, Ramingstein |
| ja   | Datei hochladen | Ehemalige Hochofenanlage, Schmelzofen HERIS-ID: 27871 Objekt-ID: 24415 marterl.at: 19484                   | Schmiedgasse 88, südöstlich Standort KG: Ramingstein | Die Verhüttung von Eisen mit Welsch- und Zainhammer wurde in Ramingstein im 15. Jahrhundert begonnen. Der heutige Bestand der Ruine entstand in der Mitte des 18. Jahrhunderts und wurde 1830 stillgelegt. Der Bestand der Ruine wurde 1972 baulich abgesichert.                                                                          | BDA-Hist.: Q37914109 Status: Bescheid Stand der BDA-Liste: 2025-06-30 Name: Ehem. Hochofenanlage, Schmelzofen GstNr.: .219 Hochofenanlage Kendlbruck                                                       |

## Ehemalige Denkmäler
| Foto |                 | Denkmal                                                 | Standort                                     | Beschreibung                                                                             | Metadaten |
| ---- | --------------- | ------------------------------------------------------- | -------------------------------------------- | ---------------------------------------------------------------------------------------- | --- |
| ja   | Datei hochladen | Flur-/Wegkapelle Achatiuskreuz Objekt-ID: 24409bis 2015 | bei Kirchtratten 68 Standort KG: Ramingstein | Die kleine Wegkapelle mit Dreieckgiebel und Satteldach steht im Zentrum von Ramingstein. | BDA-Hist.: Q106660844 Status: § 2a Stand der BDA-Liste: 2015-06-26 Name: Flur-/Wegkapelle Achatiuskreuz GstNr.: .351 |